# Extinctie (astronomie)

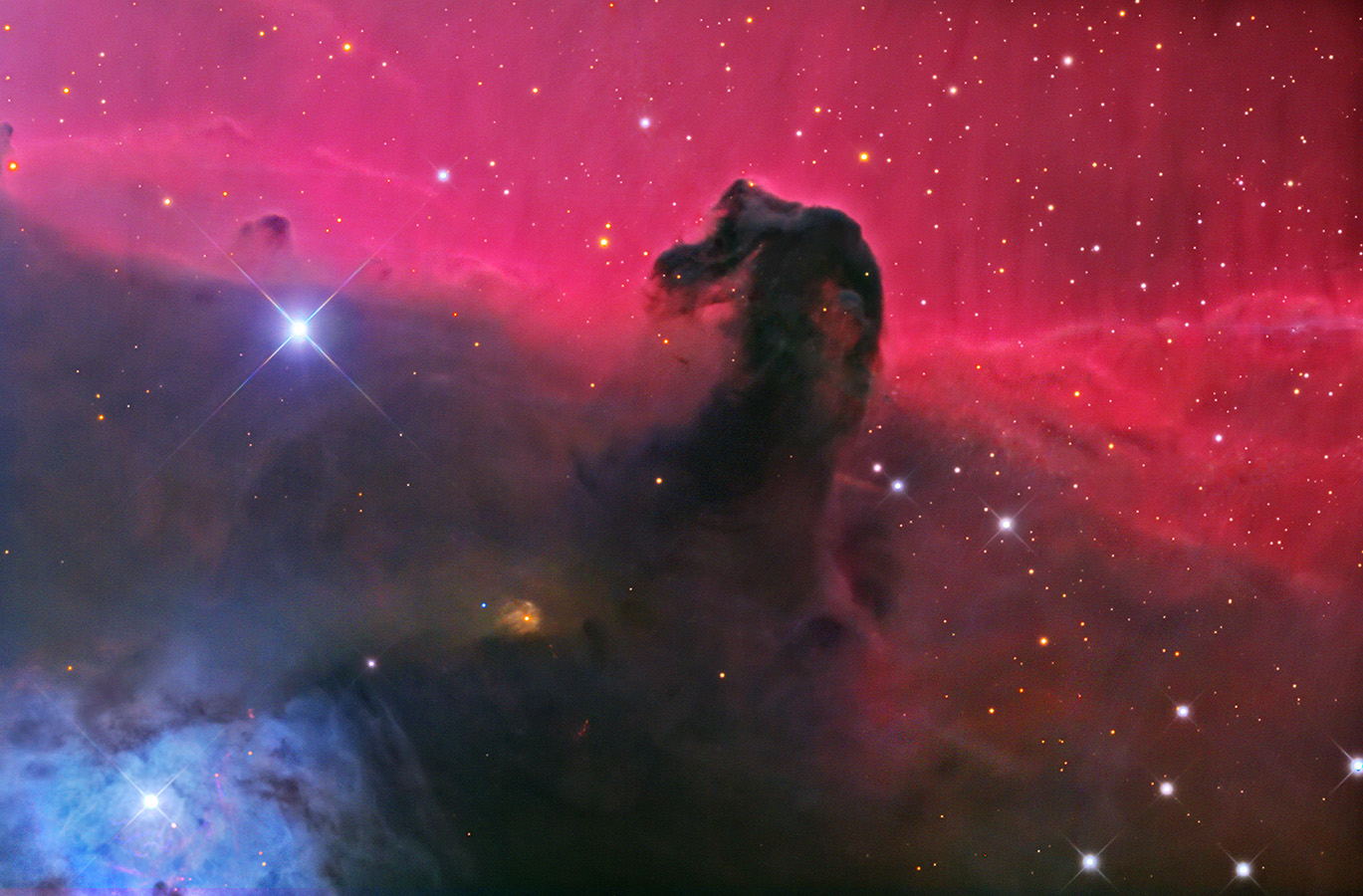
Een voorbeeld van extinctie: de Paardenkopnevel

De term extinctie wordt in de astronomie gebruikt om de absorptie en verstrooiing te beschrijven van elektromagnetische straling door materie (stof en gas) die zich bevindt tussen een stralend hemellichaam en de waarnemer. Waarnemers op Aarde hebben te maken met extinctie in het interstellair medium (ISM) en in de aardatmosfeer; extinctie wordt ook veroorzaakt door circumstellair stof rond een waargenomen object. Voor sterren die binnen een paar duizend parsec van de zon liggen in het vlak van de Melkweg, is de extinctie in the V band (Visueel, 540 nm) van het UBV fotometrisch systeem ongeveer 1,8  magnitude per kiloparsec (loodrecht op het vlak van de Melkweg is de extinctie kleiner).

## Ontdekking
De donkere wolken in de Melkweg zijn voor het eerst beschreven door William Herschel in 1785 als 'gaten in de hemel'. De eerste beschrijving van het effect van extinctie was van Friedrich Georg Wilhelm Struve, die in 1847 vond dat de sterdichtheid (het aantal sterren per volume-eenheid) in alle richtingen afneemt. Dat kon als de zon zich bevond op een maximum in de sterverdeling, of door absorptie van sterlicht (ongeveer 1 magnitude per kpc).
Het mechanisme van deze absorptie kon Struve echter niet verklaren. Later werden de eerste foto's van donkere wolken gemaakt door Edward Emerson Barnard die met Max Wolf concludeerde dat stofdeeltjes in donkere wolken het licht van daarachter liggende sterren absorbeerde. De eigenlijke ontdekking van interstellaire extinctie wordt echter toegekend aan Robert Julius Trumpler, die in 1930 een studie publiceerde van de eigenschappen van open clusters in de Melkweg, en die alleen kon verklaren als het licht van de leden van die clusters met toenemende afstand meer werd geabsorbeerd.

## Algemene eigenschappen

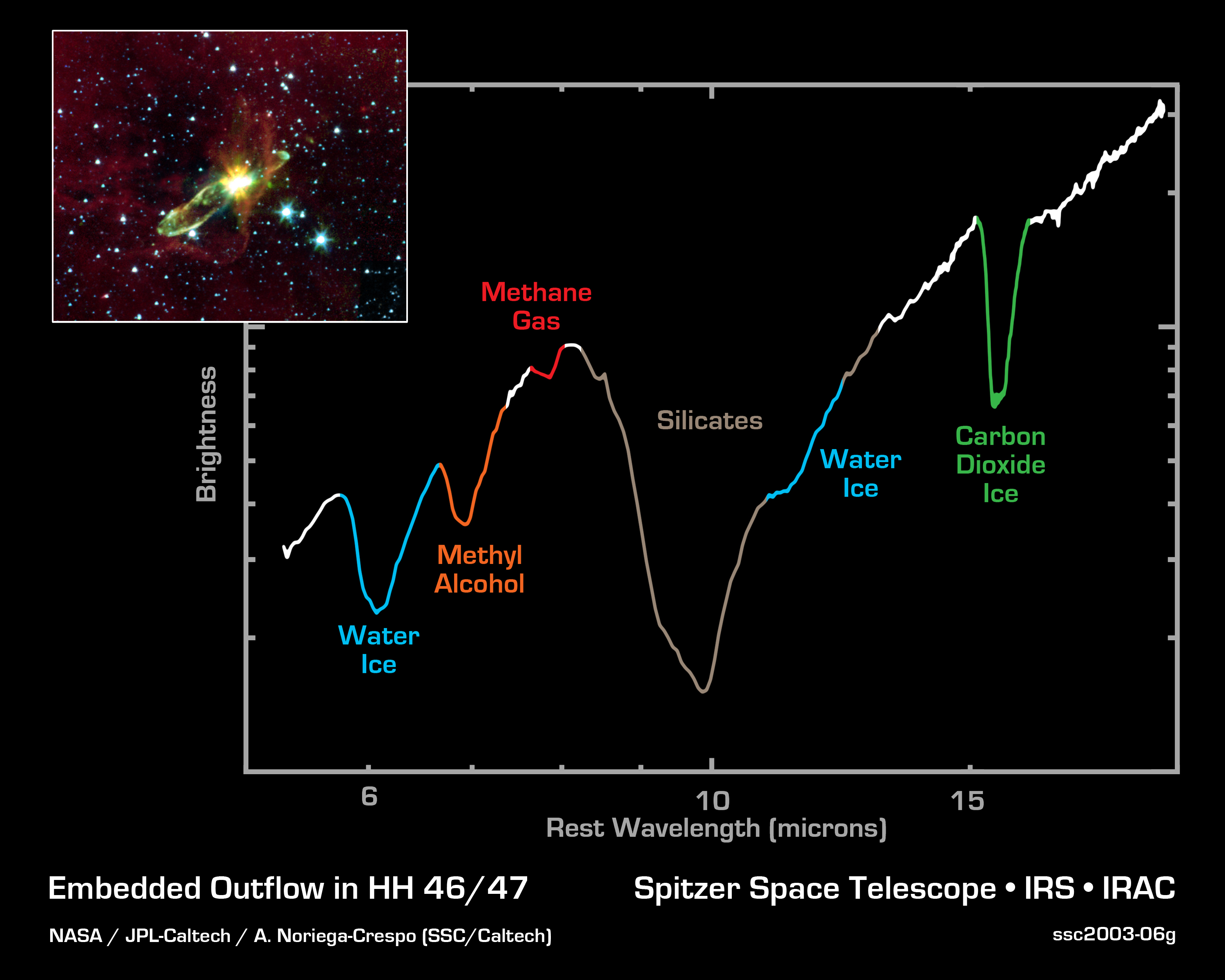
Een nabij infraroodspectrum verkregen met de Spitzer Space Telescope van het Herbig-Haro-object HH46/47 waarin onder andere sterke absorptiebanden van silicaten bij 10 μm te zien zijn

Interstellaire extinctie is het sterkst bij korte golflengte. Dit resulteert in een verandering in de vorm van het waargenomen spectrum. Gesuperponeerd op deze algemene vorm zijn absorptielijnen en absorptiebanden (waar de intensiteit verlaagd is) die een reeks oorzaken hebben en informatie geven over de chemische samenstelling van het interstellaire materiaal (de stofkorrels). Bekende lijnen en banden zijn de 2175-ångström-piek (bump), de diffuse interstellaire banden, een band bij 3,1 μm veroorzaakt door waterijs, en banden bij 10 en 18 μm veroorzaakt door silicaten.
In de zonsomgeving wordt voor de hoeveelheid extinctie in de V-band van het UBV fotometrisch systeem gewoonlijk een gemiddelde waarde van 0,7-1,0 mag/kpc aangenomen. Dit betekent dat de helderheid van een ster per kpc met ongeveer een factor twee afneemt. In bepaalde richtingen kan de hoeveelheid extinctie echter veel groter zijn. Bijvoorbeeld sommige gebieden in het Galactisch centrum hebben meer dan 30 magnituden extinctie in het optische gebied, wat betekent dat minder dan 1 optisch foton uit 1012 doorgelaten wordt. Dit resulteert in de zogenaamde zone of avoidance, waar ons zicht op de extragalactische ruimte sterk belemmerd wordt, en achtergrondsterrenstelsels, zoals Dwingeloo 1, slechts recentelijk ontdekt werden door radio- en infrarood-waarnemingen.

## Interstellaire verroding en de extinctiekromme

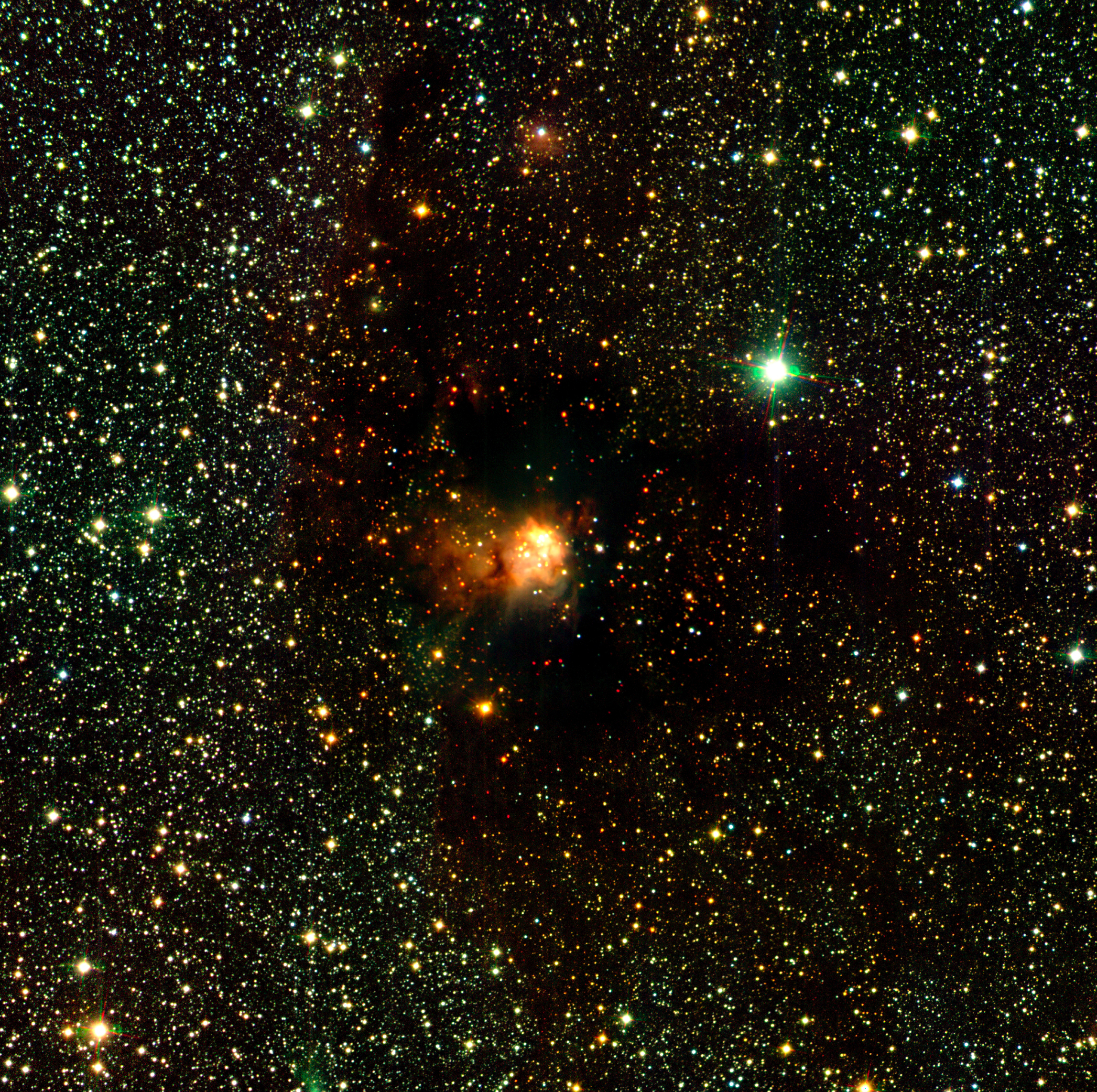
Interstellaire verroding in de donkere wolken geassocieerd met RCW 108. Dit is een valse kleurenfoto waarin nabijinfraroodopnamen gemaakt met de ESO NTT in J (1,25 µm, blauw), H (1,65 µm, groen) en K (2,2 µm, rood) zijn gecombineerd. De extinctie is kleiner in de K-band dan in de J-band, dus sterren achter de donkere wolk zijn roder dan sterren waarvan het licht niet wordt geabsorbeerd.

Doordat door de vorm van de extinctiekromme (de hoeveelheid extinctie als een functie van golflengte) blauw licht veel sterker verzwakt wordt dan rood licht, lijken objecten door extinctie roder dan verwacht, een verschijnsel dat interstellaire verroding genoemd wordt (vergelijkbaar met de rode kleur van zon en lucht bij zonsondergang). Dit moet niet verward worden met roodverschuiving.
Interstellaire verroding kan beschreven worden door het kleurexcess (ook selectieve extinctie genoemd), gedefinieerd als het verschil tussen de waargenomen kleurindex van het object en de intrinsieke kleurindex ervan. De intrinsieke kleurindex is de theoretische waarde zonder de aanwezigheid van extinctie. In het UBV-fotometrische systeem is het kleurexces E(B-V) gerelateerd met de B-V-kleurindex als:
{\displaystyle E(B-V)=(B-V)_{\textrm {waargenomen}}-(B-V)_{\textrm {intrinsiek}}\,}

De extinctiekromme tussen 0,2 nm en 3 μm. Het toont de extinctie in magnituden als een functie van golflengte voor een visuele extinctie A(V)=1 en R(V)=3,1. Bij golflengten korter dan 912 Å wordt de extinctie bepaald door de ionisatie van H en He in het interstellaire gas.

De algemene vorm van de extinctiekromme in het Melkwegstelsel tussen het ultraviolet en het nabij-infrarood (0,125 tot 3,5 μm), is meestal tamelijk goed gekarakteriseerd door een enkele parameter R(V) (die anders kan zijn langs verschillende gezichtslijnen in de Melkweg), maar er bestaan afwijkingen hiervan. Uitbreiding van de extinctiekromme naar het middel-infrarood is moeilijk doordat er weinig geschikte bronnen zijn en door bijdragen van verschillende absorptielijnen.
R(V) is gedefinieerd als A(V)/E(B-V), en meet de verhouding van totale extinctie, A(V), tot de selectieve extinctie, E(B-V) = A(B)-A(V), in twee golflengtebanden.  A(B) en A(V) zijn de totale extinctie in de B en V filters (Blauw, 442 nm en Visueel, 540 nm).
Het is bekend dat R(V) gecorreleerd is met de gemiddelde grootte van de stofkorrels die de extinctie veroorzaken. Voor het Melkwegstelsel is de typische waarde van R(V) gelijk aan 3,1, maar kan liggen tussen 2,5 en 6 voor verschillende gezichtslijnen.
Een andere maat die gebruikt wordt in de literatuur is de absolute extinctie A(λ)/A(V) bij golflengte λ, de verhouding van de totale extinctie bij golflengte λ en de totale extinctie in de V-band. De verdeling van de absolute extinctie over golflengte wordt extinctiekromme genoemd (zie afbeelding rechts).
Men heeft gevonden dat er een relatie bestaat tussen de totale extinctie (gemeten in magnituden) en de kolomdichtheid van neutraal waterstof, NH (het aantal atomen langs de gezichtslijn per oppervlakte-eenheid, gewoonlijk gemeten in cm−2), die laat zien hoe de hoeveelheid gas en stof in het interstellaire medium gerelateerd zijn:
{\displaystyle {\frac {N_{H}}{A(V)}}\approx 1,8\times 10^{21}~{\mbox{atomen}}~{\mbox{cm}}^{-2}~{\mbox{mag}}^{-1}}
Uit zichtbare en nabij-infrarode metingen en een model van de sterverdeling heeft men de driedimensionale verdeling van de extinctie in de zonsomgeving afgeleid.

## Bepaling van de extinctie van een object
Om de extinctie(kromme) van een ster te bepalen, wordt het spectrum van die ster vergeleken met het waargenomen spectrum van een ster met een vergelijkbare spectraalklasse waarvan bekend is dat het niet verrood is door extinctie. Het is ook mogelijk om het waargenomen spectrum te vergelijken met een theoretische spectrum, maar dat is niet gebruikelijk. In het geval van emissienevels, kijkt men naar de verhouding van twee emissielijnen die niet gevoelig zijn voor de temperatuur en dichtheid in de nevel. Bijvoorbeeld de verhouding van de Balmer emissielijnen H-alpha en H-beta bij 656,3 en 486,1 nm is ongeveer 2,85 bij de meeste temperaturen en dichtheden die voorkomen in zulke nevels. Een verhouding die afwijkt van deze waarde moet daarom veroorzaakt worden door extinctie, en de hoeveelheid extinctie kan worden berekend.

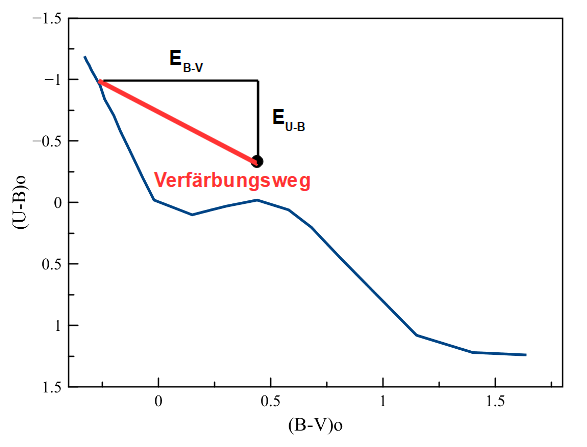
Bepaling van de extinctie met behulp van een kleur-kleurdiagram. De verwachte kleuren voor sterren van verschillende spectraalklasse worden aangegeven door de blauwe lijn.

De extinctie van een ster kan bepaald worden met behulp van een kleur-kleurdiagram waarin de waargenomen kleuren vergeleken worden met de kleuren die verwacht worden uit de spectraalklasse van de ster.
De verdeling van de extinctie in een donkere wolk kan bepaald worden door het tellen van de oppervlaktedichtheid van sterren (het aantal sterren per vierkante boogminuut) in magnitude intervallen en dit te vergelijken met een extinctievrij gebied naast de donkere wolk (een Wolf-diagram). Samen met een model voor de sterverdeling in de Melkweg kan hieruit ook de afstand van de donkere wolk bepaald worden.

## 2175-ångström-piek
Een prominent kenmerk in de gemeten extinctiekromme van veel objecten in het Melkwegstelsel is een brede piek (bump) bij ongeveer 2175 Å, in het ultraviolette gebied van het elektromagnetisch spectrum. Deze piek werd voor het eerst waargenomen in de jaren 1960, maar de oorsprong ervan kan nog steeds niet goed verklaard worden. Modellen die de piek trachten te verklaren bevatten stofkorrels van grafiet gemengd met verschillende PAH-moleculen. Onderzoek van interstellair stof gevonden in interplanetair stof toonden de aanwezigheid van deze piek en de drager ervan werd geïdentificeerd als organische koolstof en amorfe silicaten die aanwezig waren in het stof.

## Extinctiekrommen van andere sterrenstelsels

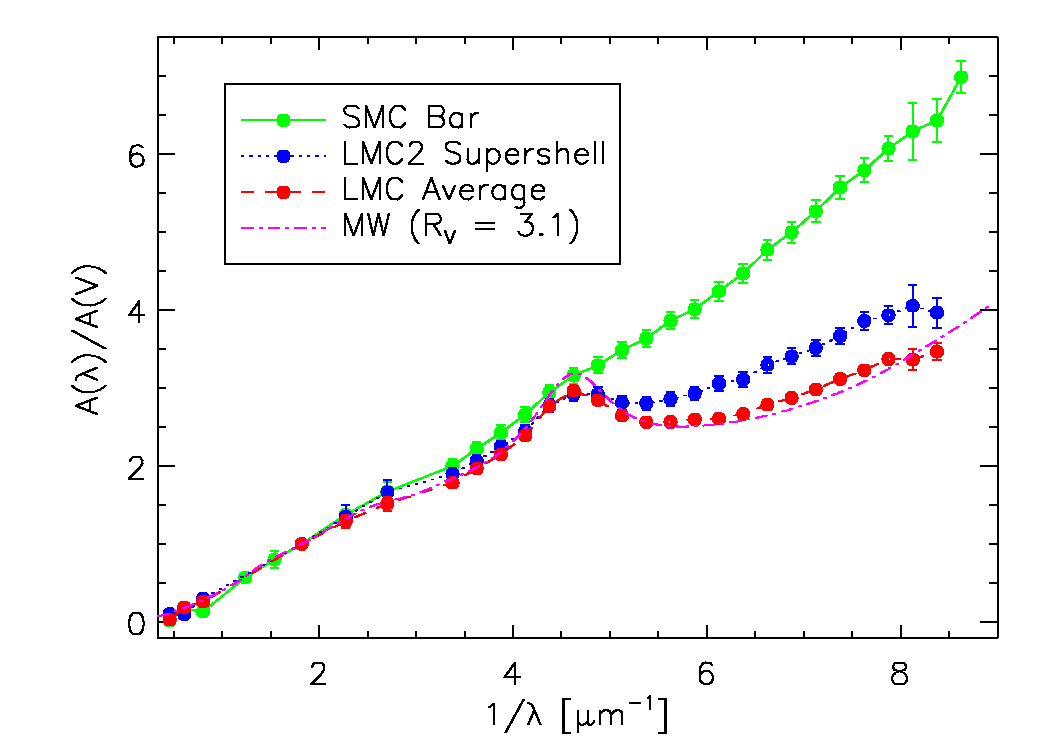
Een vergelijking van de gemiddelde extinctiekrommen voor de Melkweg, en voor LMC2, LMC, en SMC Bar. De krommen zijn geplot tegen 1/golflengte om het ultraviolette deel te benadrukken.

De vorm van de extinctiekromme hangt af van de samenstelling van het ISM, die varieert van per sterrenstelsel. In de Lokale Groep zijn de best bepaalde extinctiekrommen die van de Melkweg, de Kleine Magelhaanse Wolk (LMC in de afbeelding rechts), en de Grote Magelhaanse Wolk (GMC). In de LMC is een significant verschil in de ultraviolette extinctie met een zwakkere 2175Å-piek en grotere ver-uv-extinctie in het gebied geassocieerd met de LMC2-superschil (bij het starburstgebied 30 Doradus) dan elders in de LMC en in de Melkweg. In de SMC zijn grotere verschillen te zien: geen 2175Å-piek en zeer sterke ver-uv-extinctie in de stervormende Balk, en vrij normale extinctie in de rustigere Wing. Dit wijst op de samenstelling van het ISM in de verschillende stelsels. Eerder werd gedacht dat de verschillende gemiddelde extinctiekrommen in de Melkweg, LMC, en SMC het resultaat waren van het verschillende metaalgehalte in de drie stelsels. Het metaalgehalte in de LMC is ongeveer 40% van dat in de Melkweg, terwijl dat in de SMC 10% is. Het feit dat op sommige plaatsen in LMC en SMC de extinctiekromme zeer lijkt op die in de Melkweg, en dat in de Melkweg ook extinctiekrommen gevonden worden die lijken op die in de LMC2 superschil heeft geleid tot een nieuwe interpretatie. De variaties in extinctiekromme in de Magelhaanse Wolken en in de Melkweg kan veroorzaakt worden door verandering van het interstellaire stof door nabije stervormingsgebieden. Deze interpretatie wordt gesteund door werk aan starburststelsels (waarin perioden van extreem veel stervorming plaatsvindt) waarin gevonden is dat in hun extinctiekromme de 2175 Å ontbreekt.

## Atmosferische extinctie

De doorlaatbaarheid van de aardatmosfeer voor straling van verschillende golflengte voor een waarnemer op zeeniveau

Deze extinctie varieert met plaats en hoogte boven zeeniveau. Astronomische observatoria kunnen de lokale extinctie meestal zeer nauwkeurig bepalen om de waarnemingen te corrigeren voor dit effect. Echter de sterke atmosferische extinctie in sommige golflengtegebieden (zoals röntgenstraling, ultraviolet, en infrarood) vereist het gebruikt van ruimtetelescopen.
De atmosferische extinctie heeft drie hoofdcomponenten: Rayleighverstrooiing door moleculen in de atmosfeer, verstrooiing door fijnstof (aerosols), en moleculaire absorptie. Moleculaire absorptie wordt vaak tellurische (d.i. aardse) contaminatie of tellurische absorptie genoemd, omdat ze veroorzaakt wordt door de Aarde.  De belangrijkste bronnen van atmosferische extinctie zijn zuurstof moleculen en ozon, die sterk absorberen in het nabij-ultraviolet, en water, wat sterk in het infrarood absorbeert.
De hoeveelheid atmosferische extinctie hangt af van de elevatie van een object, en is het laagst in het zenit en het grootst bij de horizon. De extinctie wordt berekend door de atmosferische extinctiekromme te vermenigvuldigen met de gemiddelde luchtmassa tijdens de meting.